# Plumas megye
Plumas megye az Amerikai Egyesült Államokban, azon belül Kalifornia államban található. Megyeszékhelye Quincy. Lakosainak száma 19 790 fő (2020. április 1.). Plumas megye Lassen, Sierra, Yuba, Butte, Tehama és Shasta megyékkel határos.

## Népesség
A megye népességének változása:
| Lakosok száma | 19 916 | 19 649 | 19 338 | 18 859 | 18 409 | 18 807 | 19 790 |
|               | 2010   | 2011   | 2012   | 2013   | 2015   | 2019   | 2020   |